# 언싱커블 (2018년 영화)
《언싱커블》(Den blomstertid nu kommer, The Unthinkable)은 스웨덴에서 제작된 빅토르 다넬 감독의 2018년 미스터리, 스릴러 영화이다. 크리스토퍼 노르덴로트 등이 주연으로 출연하였다.

## 출연

### 주연
- 크리스토퍼 노르덴로트
- 리사 헤니

### 조연
- 예스퍼 바르크셀리우스
- 피아 할보르센
- 마그너스 순드베그

## 개봉
이 영화는 2018년 6월 20일에 개봉되었다.